# 梅卡达尔
梅卡达尔（西班牙語：Mercadal）是西班牙巴利阿里群岛的一个市镇。总面积138平方公里，总人口3089人（2001年），人口密度22人/平方公里。